# 31175 Erikafuchs
31175 Erikafuchs este un asteroid din centura principală de asteroizi.

## Descriere
31175 Erikafuchs este un asteroid din centura principală de asteroizi. A fost descoperit pe 7 decembrie 1997 la Caussols în cadrul programului ODAS. Asteroidul prezintă o orbită caracterizată de o semiaxă mare de 2,68 ua, o excentricitate de 0,17 și o înclinație de 11,6° în raport cu ecliptica.